# Dierenartsassistent
De dierenartsassistent is de rechterhand van de dierenarts. 
Hij of zij houdt de administratie bij, neemt de telefoon op en helpt de dierenarts bij operaties en/of injecties. Tegenwoordig wordt een dierenarts meestal bijgestaan door een dierenartsassistent paraveterinair. Een gediplomeerd en bij de overheid geregistreerde dierenartsassistent paraveterinair mag ook sommige diergeneeskundige handelingen uitvoeren, die anders de dierenarts uitvoert. Wat een dierenartsassistent paraveterinair wel en niet mag doen, is wettelijk geregeld (Nederland: het Besluit diergeneeskundigen).

## Werkzaamheden van de dierenartsassistent paraveterinair
Het werk van een dierenartsassistent kan verschillen van praktijk tot praktijk. In sommige praktijken bestaat een groot deel van het werk uit het opnemen van de telefoon en het schoonhouden van de praktijk. In andere klinieken wordt er meer van de paraveterinair verwacht. Wat de paraveterinair wettelijk wel of niet mag is uitgewerkt in het boek 'Terecht op de praktijk'.

### Wettelijk toegestaan
- Uitvoeren van spoedonderzoek en stabiliseren van een patiënt (tot een bepaalde hoogte).
- Samenstellen operatiesets.
- Aangeven van materialen bij een operatie.
- Het dier vasthouden tijdens het spreekuur, snuitje of stuwbandje aanleggen.
- Voorlichting geven over gezondheid, welzijn en medicijnen.
- Dagelijkse verzorging van opgenomen dieren.
- Voorraadbeheer medicijnen.
- Uitvoeren laboratoriumonderzoek.
- Chippen.

### Onder toeziend oog van een dierenarts
- Aanleggen van een infuus (het geven van infuus mag alleen een dierenarts!).
- Bloed afnemen.
- Gebitsreiniging.
- Pillen geven of zalven toedienen.
- Injecties geven medicijnen (UDA* wel, UDD* niet).
- Urinekatheter plaatsen.
- Onderzoeken van een dier (het stellen van een diagnose is voorbehouden aan de dierenarts).
- Meegeven van medicijnen (die door de dierenarts zijn voorgeschreven).
- Maken en ontwikkelen van röntgenfoto's
- EHBO bieden.
- Operaties voorbereiden (positioneren, fixeren, scheren, wassen).
- Intuberen.
- Anesthesiediepte beoordelen (registreren en interpreteren, niet zelfstandig daar op handelen)

UDA* staat voor Uitsluitend door Dierenarts Af te leveren. Deze medicatie mag alleen worden gegeven als de dierenarts daar opdracht voor geeft nadat onderzoek het dier is onderzocht. Voorbeeld zijn bepaalde antibiotica, pijnstillers en antiparasitaire middelen.

UDD* staat voor Uitsluitend door Dierenarts toe te Dienen. Voorbeelden zijn opiumachtige pijnstillers, entstoffen en infuusvloeistoffen.

### Samen met de dierenarts
- Helpen bij operaties en bij bevallingen

### Niet toegestaan
- Tanden of kiezen trekken.
- Wonden hechten.
- Recepten schrijven, medicijnen gegeven zonder tussenkomst van de dierenarts.
- Zelfstandig diagnoses stellen en behandeling adviseren.
- Opereren.
- Medicijnen (UDD*) vervoeren in praktijkauto.

## Opleiding
De opleiding tot dierenartsassistent paraveterinair kan op vele plaatsen worden gevolgd, zowel klassikaal als via thuisstudie. De opleiding is op mbo 4-niveau en duurt 3 tot 4 jaar.

## Salaris
Er bestaat een cao voor dierenartspraktijken. Niet elke dierenartspraktijk volgt deze cao.